# Радаев, Вадим Валерьевич
Вади́м Вале́рьевич Рада́ев (род. 29 марта 1961, Томск, СССР) — российский социолог и экономист, специалист в области экономической социологии, социологии рынков, неформальной экономики. Доктор экономических наук, профессор. Заслуженный деятель науки Российской Федерации (2012).

## Биография
Отец — Валерий Викторович Радаев (род. 1932), доктор экономических наук, профессор экономического факультета МГУ, в течение многих лет возглавлял кафедру политической экономии. Мать — кандидат экономических наук.
В 1983 году окончил экономический факультет МГУ им. М. В. Ломоносова. Диплом: экономист, преподаватель политэкономии.
В 1986 году окончил очную аспирантуру экономического факультета МГУ, защитив кандидатскую диссертацию «Сущность и противоречия интенсификации социалистического производства» по специальности 08.00.01 (Политическая экономия).
Доктор экономических наук (1997, Институт экономики РАН). Диссертация «Экономические и социологические концепции хозяйственного поведения человека: сравнительное исследование» защищена по двум специальностям: 08.00.01 (Политическая экономия) и 22.00.03 (Экономическая социология).
Преподавал на Факультете политических наук и социологии Европейского университета в Санкт-Петербурге.
- С 1987 — младший научный сотрудник Института экономики АН СССР.
- С 1989 — старший научный сотрудник Института экономики АН СССР.
- С 1991 — заведующий сектором экономической социологии Института экономики РАН.
- С 1995 — руководитель отдела экономической социологии и экономики Института экономики РАН.
- С 1999 — проректор ГУ-ВШЭ, заведующий кафедрой экономической социологии.
- С 2002 — первый проректор ГУ-ВШЭ, заведующий кафедрой экономической социологии.

В настоящее время:
- Первый проректор НИУ-ВШЭ.
- Заведующий кафедрой экономической социологии НИУ-ВШЭ.
- Руководитель лаборатории экономико-социологических исследований НИУ-ВШЭ.
- Главный редактор журнала «Экономическая социология».

## Научная деятельность
С начала 1990-х годов развивает современную теорию экономической социологии. В 1994—1996 вёл постоянную рубрику «Экономическая социология» в «Российском экономическом журнале». Опубликовал цикл из 16 статей. Опубликовал одно из первых учебных пособий по экономической социологии. Более развёрнутое изложение теоретических основ современной экономической социологии позднее представлено в книге «Экономическая социология» (М.: ГУ-ВШЭ, 2005) и ряде статей.
С 1991 года руководил исследовательской группой, начавшей проведение теоретических и эмпирических исследований нового российского предпринимательства. На первом этапе исследования концентрировались на изучении самих групп предпринимателей — их социально-демографические и профессиональные характеристик, каналов рекрутирования, мотивы, по которым они пришли в бизнес. В 1995 году за серию из 12 статей по экономике и социологии нового российского предпринимательства награждён премией Европейской Академии.
На втором этапе (вторая половина 1990-х годов), когда группы предпринимателей в основном сложились, фокус исследований сместился к анализу условий формирования рынков, а также тех трудностей, с которыми сталкиваются предприниматели при основании и развитии своих предприятий. В центре внимания оказались проблемы входа на рынок, преодоления административных и финансовых барьеров, поддержания контрактных отношений, защиты от посягательств со стороны органов государственной власти и силовых структур. Соответственно, в число ключевых попали проблемы трансакционных издержек, взаимодействия предпринимателей с представителями власти и силовыми структурами.
В начале 2000-х годов наступил третий этап исследований предпринимательской деятельности, когда структурные и институциональные основания рынков оказались в целом сформированы. При этом на фоне экономического роста, сопровождающегося интенсивными структурными и институциональными трансформациями, главным объектом изучения для В. В. Радаева и возглавляемого им исследовательского коллектива становятся правила, которыми руководствуются ведущие участники рынков. На основе эмпирических исследований В. В. Радаевым публикуется серия работ по российской неформальной и теневой экономике.
В этот период В. В. Радаевым активно развивается новое теоретическое направление — социология рынков, в котором экономическая социология смыкается с новой институциональной экономической теорией. В. В. Радаевым в 2003 году публикуется и первая книга, очерчивающая границы данного направления — «Социология рынков: К формированию нового направления». Во второй половине 2000-х годов В. В. Радаев успешно продолжает теоретическую работу в области социологии рынков и анализа конкуренции.
С начала 2000-х годов под руководством В. В. Радаева проводятся эмпирические и прикладные исследования потребительских рынков. Особый интерес вызывает малоизученная отрасль розничной торговли. Исследования проводятся по заказу ведущих деловых ассоциаций России — Ассоциации торговых компаний и товаропроизводителей электробытовой и компьютерной техники (РАТЭК), Ассоциации компаний розничной торговли (АКОРТ), Содружества производителей фирменных торговых марок (РусБренд), Ассоциации компаний интернет-торговли (АКИТ). Исследования фокусируются на деловых стратегиях ведущих торговых сетей, продвигающих современные торговые форматы и утверждающих новые правила взаимодействия в цепи поставок. Реализованы серии исследовательских проектов по рынкам контрафактной продукции, развитию интернет-торговли, ситуации в лёгкой промышленности, рынкам алкогольной продукции. Результаты исследований воплотились в книге «Захват российских территорий: новая конкурентная ситуация в розничной торговле», в которой суммировались тенденции развития розничной торговли в 1990—2000-е годы, а также в книге «Кому принадлежит власть на потребительских рынках: Отношения розничных сетей и поставщиков в современной России». В 2008 году основал и стал научным редактором серии изданий «Аналитика ЛЭСИ», где опубликованы основные результаты прикладных исследований.
В. В. Радаев принял активное участие в развитии российских стратификационных исследований, опубликовав в соавторстве с О. И. Шкаратаном первое в России учебное пособие по данной области. Принял участие в крупном фундаментальном исследовании средних классов в России (руководитель — Т. М. Малева), опубликовал работы по изучению групп так называемых работающих бедных. Им также опубликованы результаты уникального исследования массового финансового поведения российского населения (по материалам деятельности «финансовых пирамид» 1990-х годов).
Параллельно В. В. Радаев занимался проблемами высшего профессионального образования, публикуя оригинальные статьи по результатам исследований и на основе практики администрирования образовательного процесса.
Научные публикации
Всего за время работы опубликовано более 250 научных работ, включая восемь монографий. Имеет публикации на английском, немецком, французском, итальянском, венгерском и японском языках.
Обладатель премии Европейской академии за серию научных публикаций по исследованию нового российского предпринимательства (1995 год).
Неоднократно становился победителем конкурсов за лучшие научные статьи журнала «Социологические исследования».
Один из наиболее цитируемых российских социологов по данным Российского индекса научного цитирования.
Создание научных и образовательных подразделений и программ
С 1987 года работал в Институте экономики РАН. В 1991 году создал сектор экономической социологии, а в 1995 году — отдел экономической социологии и социальной политики. В 1991—1994 годах участвовал в создании Московской высшей школы социальных и экономических наук (российско-британского постдипломного университета) и Междисциплинарного академического центра социальных наук (Интерцентра). С 1999 года по настоящее время работает в ГУ-ВШЭ. В 1999 году реорганизовал и возглавил кафедру экономической социологии факультета социологии ГУ-ВШЭ. Кафедра обеспечивает специализацию «Экономическая социология» в бакалавриате ГУ-ВШЭ. В 2003 году образовал специализированный Диссертационный совет по социологическим наукам Д 212.048.01, работающий по специальностям: 22.00.01 — теория, методология и история социологии (социологические науки). 22.00.03 — экономическая социология и демография (социологические науки). 22.00.04 — социальная структура, социальные институты и процессы (социологические науки). 22.00.08 — социология управления (социологические науки). Является разработчиком (вместе с А. О. Крыштановским) и с 2005 года по 2014 год соруководителем магистерской программы «Прикладные методы социального анализа рынков» на факультете социологии ГУ-ВШЭ. В 2006 году создал и возглавил в качестве заведующего научно-учебную Лабораторию экономико-социологических исследований ГУ-ВШЭ. Деятельность Лаборатории концентрируется на социологическом анализе развития потребительских рынков. В 2008—2009 годах возглавлял работу консорциума образовательных и научных организаций, подготовивших Федеральный государственный образовательный стандарт по социологии третьего поколения.
Создание научных и образовательных ресурсов, руководство издательскими проектами
В 2000 году создал электронный журнал «Экономическая социология» (с 2010 года входит в список ВАК РФ). По настоящее время является главным редактором журнала. Журнал выходит 5 раз в год, публикуя новые тексты и переводы, интервью с ведущими исследователями и дебютные работы, профессиональные обзоры и рецензии на новые книги, новые учебные программы, информацию об исследовательских проектах и научных конференциях. C 2005 года журналом ежегодно проводится общероссийский конкурс исследовательских работ в области экономической социологии. С 2014 года журнал перешёл в двуязычный формат. С 2001 года руководил созданием «Эксоцентра: виртуального центра ресурсов по экономической социологии». Разработал оригинальный рубрикатор для классификации экономико-социологических ресурсов. С 2002 года руководил разработкой и созданием Федерального образовательного портала «Экономика, социология, менеджмент». С момента основания Директор, затем в течение ряда лет научный руководитель данного портала. В 2008 году в составе коллектива за разработку Федерального образовательного портала получил Премию Правительства Российской Федерации в области образования. В 2002 году основал серию препринтов «Социология рынков». В настоящее время редактор серии. В 2006 году содействовал созданию информационно-аналитического бюллетеня ЭСФорум. Публикуется 5 выпусков в год. В настоящее время научный руководитель бюллетеня. В 2007 году создан сайт Лаборатории экономико-социологических исследований ГУ-ВШЭ, регулярно размещающий профессиональные ресурсы[уточнить]. В 2008 году основал серию «Аналитика ЛЭСИ». В настоящее время редактор серии, в рамках которой опубликовано 15 выпусков. В 2000—2015 годах руководил проектом переводов современной классики в области экономической социологии, в ходе которого была опубликована серия книг и статей в журнале «Экономическая социология».

### Научные монографии
- Отчуждение труда: История и современность. — М.: Экономика, 1989. (в соавторстве с Я. И. Кузьминовым, Э. С. Набиуллиной, Т. П. Субботиной)
- Социальная стратификация. — М.: Аспект Пресс, 1996. (в соавторстве с О. И. Шкаратаном)
- Экономическая социология: Курс лекций. — М.: Аспект-пресс, 1997.
- Формирование новых российских рынков: Трансакционные издержки, формы контроля и деловая этика. — М.: Центр политических технологий, 1998.
- Как организовать и представить исследовательский проект: 75 простых правил. — М.: ГУ-ВШЭ; Инфра-М, 2001.
- Социология рынков: К формированию нового направления. — М.: ГУ-ВШЭ, 2003.
- Экономическая социология. — М.: ГУ ВШЭ, 2005.
- Захват российских территорий: Новая конкурентная ситуация в розничной торговле. — М.: ГУ-ВШЭ, 2007.
- Кому принадлежит власть на потребительских рынках: Отношения розничных сетей и поставщиков в современной России. — М.: ГУ-ВШЭ, 2011.
- Миллениалы: Как меняется российское общество. — М.: Издательский дом Высшей школы экономики, 2019. — 224 с. — (Социальная теория). — 1000 экз. — ISBN 978-5-7598-1985-1. — ISBN 978-5-7598-2009-3. — doi:10.17323/978-5-7598-1985-1.
- Смотрим кино, понимаем жизнь: 20 социологических очерков. — М. : Высшая школа экономики, 2023. — 400 с. — ISBN 978-5-7598-2731-3
- Нестандартное потребление. — М.: Издательский дом НИУ ВШЭ, 2025. — 216 с. — (Социальная теория).

### Статьи и главы в книгах
на русском языке
- Миллениалы на фоне предшествующих поколений: Эмпирический анализ // Социологические исследования. — 2018. — № 3. — С. 15—33. — doi:10.7868/S0132162518030029.
- Время покажет?: Среднесрочные эффекты применения Закона о торговле // Экономическая политика. — 2014. — № 5. — С. 75—90.
- Можно ли спасти российскую лёгкую промышленность // Вопросы экономики. — 2014. — № 4. — С. 17—36.
- Российская социология в поисках своей идентичности // Социологические исследования. — 2013. — № 7. — С. 4—17.
- Об академической этике и борцах с «Антиплагиатом» // Отечественные записки. — 2013. — № 4. — С. 181—192.
- Кто выиграл от принятия Закона о торговле? // Вопросы государственного и муниципального управления. — 2012. — № 2. — С. 33—59.
- Что изменил Закон о торговле: Количественный анализ // Экономическая политика. — 2012. — № 1. — С. 118—140.
- Неформальная экономика в России: Краткий обзор // Экономическая социология. — Т. 13. — 2012. — № 2. — C. 99—111. (в соавторстве с С. Ю. Барсуковой)
- Государство и интеллектуальная собственность // Сократ. — 2011. — № 3. — С. 158—161.
- Как написать академический текст // Вопросы образования. — 2011. — № 1. — С. 271—293.
- Будущее рынка зависит от самих игроков // Ведомости: Форум. — 2011. — № 1. — 1 февраля. — С. 30.
- Как обосновать введение новых правил обмена на рынках // Вопросы экономики. — 2011. — № 3. — С. 104—123.
- Электронный журнал: Специфика работы и анализ аудитории // Журнал новой экономической ассоциации. — 2011. — № 12. — С. 185—188.
- Администрирование рыночных правил: Как разрабатывался Федеральный закон о торговле // Вопросы государственного и муниципального управления. — 2010. — № 3. — С. 5—35.
- Пять принципов построения нового университета // Pro et Contra. — Т. 14. — 2010. — № 3. — С. 6—18.
- Соблазны антимонопольного регулирования // Ведомости: Форум. — 2010. — № 3. — 17 ноября. — С. 14.
- Рынок как цепь обменов между организационными полями // Экономическая социология. — Т. 11. — 2010. — № 3. — С. 13—36.
- Рыночная власть и рыночный обмен: Отношения розничных сетей с поставщиками // Российский журнал менеджмента. — Т. 7. — 2009. — № 2. — С. 3—30.
- Что требуют розничные сети от своих поставщиков: Эмпирический анализ // Экономическая политика. — 2009. — № 2. — С. 58—80.
- Как догнать Америку // Компания. — 2009. — № 23. — С. 48.
- Экономическая борьба и социальные связи: Структура конкурентных отношений в новом российском ритейле // Экономическая социология. — Т. 10. — 2009. — № 1. — С. 19—56.
- Возможна ли позитивная программа для российской социологии // Социологические исследования. — 2008. — № 7. — С. 24—33.
- Рынок как переплетение социальных сетей // Российский журнал менеджмента. — 2008. — Т. 6. — № 2. — С. 47—54.
- Современные экономико-социологические концепции рынка // Экономическая социология. — Т. 9. — 2008. — № 1. — С. 20—50.
- Как завоёвывается рынок: Распространение новых организационных форм в российской розничной торговле // Журнал социологии и социальной антропологии. — Том X. — 2007. — № 3. — С. 22—37.
- Экономические империалисты наступают!: Что делать социологам // Экономическая социология. — Т. 9. — 2008. — № 3. — С. 25—32.
- Построение нормативной модели // Независимая газета: «НГ-сценарии» (журнал). — 2008. — 27 мая. — С. 20.
- Правила игры: В защиту «торгашей» // Ведомости. — 2008. — № 77(2099). — 28 апреля. — С. А4.
- На полдороги к будущему: Оценка включённости группы российских вузов в Болонский процесс // Вопросы образования. — 2007. — № 3. (в соавторстве с Ю. Р. Муратовой)
- Формирование структуры продовольственных рынков в России в процессе её интеграции в мировое хозяйство // Экономический журнал ВШЭ. — 2007. — № 3. (в соавторстве с Ю. В. Овчинниковой)
- Как возникает зависимость от предшествующего развития // Пути России: Преемственность и прерывистость общественного развития / Под ред. А. М. Никулина. — М.: МВШСЭН, 2007. — C. 29—40.
- Можно преодолеть зависимость от предшествующего развития // Отечественные записки. — 2007. — № 2(35). — C. 230—237.
- Что такое рынок: Экономико-социологический подход // Общественные науки и современность. — 2007. — № 3. — С. 115—127; № 4. — С. 117—132.
- Экономическая социология в России: Становление, институционализация и основные направления исследований // Экономическая социология: Автопортреты / Отв. ред. В. В. Радаев, М. С. Добрякова. — М.: ГУ-ВШЭ, 2006. — С. 379—413.
- Экономико-социологическая альтернатива Карла Поланьи // Великая трансформация Карла Поланьи: Прошлое, настоящее, будущее / Отв. ред. Р. М. Нуреев. — М.: ГУ ВШЭ, 2006. — С. 205—217.
- Эволюция организационных форм в российской розничной торговле // Вопросы экономики. — 2006. — № 10.
- Как подходить к определению рынка // Пути России: Проблемы социального познания / Ред. Д. М. Рогозин. — М.: МВШСЭН, 2006. — С. 254—267.
- Почему работают или не работают принимаемые законы // Реформы и право / Отв. ред. Ю. А. Тихомиров. — М.: ГУ-ВШЭ, 2006. — С. 24—37.
- Исследовательские институты: Состояние и проблемы // Мыслящая Россия: Картографии современных интеллектуальных направлений / Ред. В. А. Куренной. — М.: Наследие Евразии, 2006. — С. 35—45.
- Отношение студентов и преподавателей к наказаниям за плагиат и списывание // Университетское управление. — 2006. — № 4. — С. 10—24. (в соавторстве с И. Чириковым)
- Новые формы организации учебного процесса: На примере ГУ-ВШЭ // Вопросы образования. — 2006. — № 1. — С. 254—275.
- Классификация современных форм розничной торговли // Экономическая политика. — 2006. — № 4. — С. 123—138.

на других языках
- The Re-emergence of Socioology in Russia. In: Koniordos, S., Kurtsys A.-A. (eds) Routledge Handbook of European Sociology. London, New York: Routledge, 2014. P. 426—440.
- Market power and relational conflicts in Russian retailing // Journal of Business and Industrial Marketing. 2013. Vol. 28. No. 3. P. 167—177.
- Does Competition Eliminate Social Ties?: The Case of the Russian Retail Market // Polish Sociological Review. 2013. Vol. 13. No. 1. P. 63-86.
- Informal Economy in Russia: A Brief Overview // Economic Sociology. The European Electronic Newsletter. Vol. 13. No. 2. March 2012. P. 4-12. (in collab. with S. Barsukova).
- Where Does a Demand for Regulation Come From? Return of the State to the Retail Trade in Russia. Series: Sociology, WP BRP 02/SOC/2011. Moscow: National Research University «Higher School of Economics».
- How Managers Establish Their Authority at the Russian Industrial Enterprise: A Typology and Empirical Evidence // The Journal of Comparative Economic Studies. Vol. 5. December 2009: 101—124
- Competitive Changes on Russian Markets: The Example of Retail Chains // Russian Social Science Review. 2005, Vol. 46. No. 4. 5-18.
- Establishing trust in a distrustful society: the case of Russian business // Trust and Entrepreneurship / Ed. by H.-H. Höhmann, F. Welter. Cheltenham, Northampton: Edward Elgar, 2005. P. 114—135.
- Informal Institutional Arrangements and Tax Evasion in the Russian Economy, in: Koniordos, S. (ed.). Networks, Trust and Social Capital: theoretical and Empirical Investigations from Europe. Aldershot: Ashgate, 2005. P. 189—203.
- Coping with Distrust in Emerging Russian Markets, in: Hardin, R. (ed.). Distrust. New York: Russell Sage Foundation, 2004. P. 233—248.
- How Trust is Established in Economic Relationships when Institutions and Individuals Are Not Trustworthy: The Case of Russia, in: Kornai, J., Rothstein, B., Rose-Ackerman, S. (eds.). Creating Social Trust in Post-Socialist Transition. New York: Palgrave Macmillan, 2004. P. 91-110.
- Competitive Changes on Russian Markets: The Example of Retail Chains // Problems of Economic Transition. Vol.47, No. 6. October 2004. P.
- Russian Entrepreneurship and Violence in the Late 1990s, Alternatives, Vol. 28, No. 4 (August-October 2003). P. 459—472.
- The Development of Small Entrepreneurship in Russia, in: McIntyre, R.J., Dallago, B. Small and Medium Enterprises in Transitional Economies. Basingstoke: Palgrave Macmillan, 2003. P. 114—133.
- Izlazak iz Sjene? Ruske Tvrtke na Putu prema Legalizaciji // Financijska Teorija i Praksa, Vol 27, No. 1, 2003. P. 113—130.
- Corruption and Administrative Barriers for Russian Business, in: Kotkin, S. and Sajo, A. (eds.). Political Corruption in Transition. A Sceptic’s Handbook. Budapest, New York: Central European University Press, 2002. p. 287—311.
- Entrepreneurial Strategies and the Structure of Transaction Costs in Russian Business, Problems of Economic Transition, Vol. 44, No. 12 (Apirl 2002). P. 57-84.
- Entrepreneurial Strategies and the Structure of Transaction Costs in Russian Business, in: Bonnell, V. and T.Gold (eds.). The New Entrepreneurs of Europe and Asia: Patterns of Business Development in Russia, Eastern Europe and China. Armonk: M.E.Sharpe, 2001. P. 191—213.
- Entreprise, protection et violence en Russie a la fin des annees 1990, in: Favarel-Garrigues, G. (dir.). «Le crime organise en Russie: nouvelles approches», Cultures et Conflits, No. 42, ete 2001. p. 47-68.
- Urban Households in the Informal Economy, in: Segbers, K. (ed.). Explaining Post-Soviet Patchworks. Vol. 2. Aldershot: Ashgate, 2001, p. 333—361.
- It’s Not Easy Being a Scholar in Modern Russia, in: Russia’ Fate Through Russian Eyes: Voices of the New Generation /Ed. By H.Isham, with N. Shklyar. Boulder: Westview Press, 2001. p. 308—321.
- The Market as an Object of Sociological Investigation, Sociological Research, January-February 2000, Vol. 39, No. 1, p. 51-66.
- Return of the Crowds and Rationality of Action: A History of Russian 'Financial Bubbles' in the mid-1990s, European Societies, 2(3), 2000, p. 271—294.
- Corruption and Violence in Russian Business in the Late 90s, in: Ledeneva, A., and Kurkchiyan, M. (eds.), Economic Crime in Russia. London: Kluwer Law International, 2000, p. 63-82.
- The Role of Violence in Russian Business Relations // Russian Social Science Review, 2000. Vol. 41: 39-66

### Составление и научное редактирование переводов книг и сборников
- Классика новой экономической социологии. Сост. и научн. ред. Радаев В. В., Юдин Г. Б. — М.: Издательский дом ГУ-ВШЭ, 2014.
- Флигстин Н.[англ.] Архитектура рынков: Экономическая социология капиталистических обществ XXI века. — М.: Издательский дом ГУ-ВШЭ, 2013.
- Доббин Ф. Формирование промышленной политики: Соединённые Штаты, Великобритания и Франция в период становления железнодорожной отрасли. — М.: Издательский дом ГУ-ВШЭ, 2012. — 368 с.
- Гусева А. Карты в руки: Зарождение рынка банковских карт в постсоветской России. — М.: Издательский дом ГУ-ВШЭ, 2012.
- Анализ рынков в современной экономической социологии / Отв. ред. В. В. Радаев, М. С. Добрякова. — М.: Издательский дом ГУ-ВШЭ, 2007.
- Экономическая социология: Автопортреты / Отв. ред. В. В. Радаев, М. С. Добрякова. — М.: Издательский дом ГУ-ВШЭ, 2006.
- Западная экономическая социология: хрестоматия современной классики / Сост. и науч. ред. В. В. Радаев; Пер. М. С. Добряковой и др. — М.: РОССПЭН, 2004.
- Зелизер В. Социальное значение денег: деньги на булавки, чеки, пособия по бедности и другие денежные единицы / Пер. с англ. А. В. Смирнова, М. С. Добряковой под науч. ред. В. В. Радаева. — М.: ГУ ВШЭ, 2004.
- Экономическая социология: Новые подходы к институциональному и сетевому анализу / Сост. и науч. ред. В. В. Радаев; Пер. М. С. Добряковой и др. — М.: РОССПЭН, 2002.